# Юсеф, Хадия
Хадия Юсеф (Хедия Юсиф, курд. Hediya Yûsif) — курдский государственный и политический деятель, сопредседательница Федерального Совета Рожавы (Сирийского Курдистана) с 17 марта 2016 года по 16 июля 2018 года, когда её сменила Ильхам Эхмед (их сопредседателем оставался араб Мансур Селум). Ранее занимала должность сопредседателя кантона Джизре (Джазира). Член партии «Демократический союз».
Родилась в 1973 году. В возрасте 20 лет Юсеф была арестована и доставлена в Дамаск, где на два года заключена в тюрьму по обвинению в том, что она якобы являлась членом подпольной организации, угрожавшей территориальной целостности Сирии.
Наряду с другими автономистами последовательно критикует режим Башара Асада и выступает за проведение демократических преобразований в стране. Активная сторонница политики демократического конфедерализма и федерализации Сирии, разделяет взгляды Абдуллы Оджалана, выступает в поддержку западной интервенции в сирийский конфликт, одновременно в этим высказывается за сохранение курдской автономии в составе Сирии: «Мы не допустим фрагментации Сирии… Наша цель — демократизация страны».